# Fornaldarsagor
Fornaldarsagor (isl. Fornaldarsögur, ungefär 'forntidssagor') är en fornnordisk sagogenre som berättar om hjältar och kungar från folkvandringstid, vendeltid och äldre vikingatid. Islänningarna kallade ursprungligen dessa sagor för fornsögur, fornar sögur eller fornar frásagnir ("fornsagor" eller "fornberättelser"). Det nuvarande namnet myntades av Carl Christian Rafn, som i Danmark under åren 1829–1930 gav ut samlingen Fornaldarsögur Nordrlanda (De nordiska ländernas forntidssagor). De svenska översättningarna använder benämningarna Fornnordiska sagor (Bååth och Ekermann) resp. Mytsagor (Lönnroth).

## Tillkomst och innehåll
De isländska fornaldarsagorna är huvudsakligen skrivna under 1300-talet. Enstaka är äldre och några skrevs på 1400-talet. De behandlar dock händelser som är äldre, och som sträcker sig till tiden före Islands landnam år 874. Hjältarna, som ofta har verkliga personer som förebild, har stundom samröre med både gudar, troll, drakar och andra fantastiska varelser.
Innehållsmässigt har fornaldarsagorna delvis influerats söderifrån, nämligen från fransk och kontinental riddarepik, ehuru många av sagorna är sprungna ur fornnordisk och forngermansk myttradition. Jämfört med islänningasagorna är den historiska bakgrunden mera otydlig; i vissa fall tycks de vara fritt uppdiktade. Avsikten med sagorna torde ha varit främst som underhållning och inte alltid att korrekt återge ett historiskt förlopp. Stilen i fornaldarsagorna skiljer sig också från den i islänningasagorna. Medan islänningasagornas stil är saklig, naken och kärv, kan stilen i fornaldarsagorna ofta vara sentimental, klichéartad och bombastisk. Personteckningarna är också mer flacka och schablonartade i fornaldarsagorna.
Även om fornaldarsagorna som litteratur ofta inte når upp till islänningasagornas nivå, innehåller de ofta viktig information som inte går att finna i andra källor, eller som utgör bekräftande information. Fornaldarsagorna bidrar till exempel med viktig information om hjältarna Ragnar Lodbrok, Rolf Krake och Orvar Odd. När det gäller Hervararsagan förmedlar den namn på historiska platser i Ukraina under åren 150-450. De ättartal som bifogats Hervararsagan är en viktig källa för den svenska historien.
Fornaldarsagorna har ofta inströdda eddadikter som är äldre än sagorna själva. Till exempel i Völsungasagan finns dikter om Sigurd Fafnesbane som inte finns på annat ställe, eftersom åtta sidor saknas i Codex Regius. En del av dessa verser finns utgivna i en samling som kallas Eddica minora.
Fornaldarsagorna har huvudsakligen bevarats på Island, men liknande berättelser finns även på annat håll i Norden, till exempel i den danske krönikören Saxo Grammaticus historiska verk Gesta Danorum, och i den svenska Gutasagan. En del sagor kända från isländskt håll finns dessutom avbildade på run- och bildstenar i till exempel Sverige, eller har blivit ihågkomna i folkvisor och ballader, vilket visar att denna typ av berättelser en gång varit känd i hela Skandinavien. J.R.R. Tolkien skall i hög grad ha inspirerats av fornaldarsagorna då han skrev sina berättelser.

## Fornaldarsagorna i Sverige
Fornaldarsagorna blev kända i Sverige (i sin nuvarande isländska form) på 1600-talet varefter de rönte stor popularitet. Sedan dess har intresset för dessa berättelser avtagit betydligt till förmån för de isländska ättesagorna. Ändå utspelar sig fornaldarsagorna inte sällan i Sverige och skildrar forntida svenska hjältegestalter, såsom Hjalmar den hugstore (i Hervararsagan), Herröd, Ingvar Vittfarne eller Rolf Götriksson med flera. Fritjof den djärves saga inspirerade Esaias Tegnér att i början av 1820-talet skriva Frithiofs saga. De är dock nästintill okända i Sverige idag. Alltjämt saknas en samlad översättning av de isländska fornaldarsagorna till svenska.

## Lista över Fornaldarsagorna
I Guðni Jónssons isländska utgåva av fornaldarsagorna ingår följande sagor:
| Titel på isländska                                                       | Titel på svenska                                              | Översättningar till svenska  | Kommentar |
| Band 1                                                                   |                                                               |                              | |
| ------------------------------------------------------------------------ | ------------------------------------------------------------- | ---------------------------- | --- |
| Hrólfs saga kraka ok kappa hans (inkl. Svipdags þáttr och Böðvars þáttr) | Rolf Krakes och hans kämpars saga                             | AE, KD, RN                   | |
| Völsunga saga                                                            | Völsungasagan                                                 | AE, KD, IK, RN, NFS          | Hos Sander blott utdrag ur sagan. |
| Ragnars saga loðbrókar                                                   | Ragnar Lodbroks saga                                          | AE, KD, BS, CGK, NFS         | Hos Sander blott utdrag ur sagan. |
| Þáttr af Ragnars sonum                                                   | Ragnarsönernas saga                                           | AE, KD, CGK, NFS             | Hos Sander blott utdrag ur sagan. |
| Norna-Gests þáttr                                                        | Norna-Gästs saga                                              | AE, KD, LL, NFS              | Hos Sander blott utdrag ur sagan. |
| Sögubrot af fornkonungum                                                 | Sagobrottstycken om några fornkonungar i Dana- och Sveaväldet | BS, CGK                      | En rest av ett större verk som behandlar de gamla svenska och danska kungarna. En del av detta verk är översatt som "Sagubrott om Bråvalla slag" i Berättelser ur svenska historien, band 1. |
| Sörla þáttr eða Heðins saga ok Högna                                     | Sörles tåt                                                    | CGK, NFS                     | Hos Sander endast utdrag ur sagan; berättelsen om när Loke stjäl brisingamen. |
| Ásmundar saga kappabana                                                  | Åsmund Kämpabanes saga                                        | -                            | |
| Band 2                                                                   |                                                               |                              | |
| Hervarar saga ok Heiðreks                                                | Hervararsagan                                                 | AAA; AUB; AE; KD; LL; RN; OV | Även: Hervors och Heidreks saga |
| Frá Fornjóti ok hans ættmönnum                                           | Om Fornjot och hans ättemän                                   | CGK                          | Se även: Fornjot. Sagan handlar om Norges grundande och består av två delar: "Hur Norge bebyggdes" (Hversu Noregr byggðist) och "Hur Norge grundades" (Fundinn Noregr)                       |
| Hálfs saga ok Hálfsrekka                                                 | Håalfs och Håalfskämparnas saga                               | CGK                          | |
| Tóka þáttr Tókasonar                                                     | Toke Tokessons tåt                                            | -                            | |
| Af Upplendinga konungum                                                  | Om Upplandskungarna                                           | CGK                          | |
| Ketils saga hængs                                                        | Kettil Hakes saga                                             | CGK                          | |
| Gríms saga loðinkinna                                                    | Grim Ludenkinds saga                                          | CGK                          | |
| Örvar-Odds saga                                                          | Orvar Odds saga                                               | KD                           | |
| Áns saga bogsveigis                                                      | Ån Bågspännarens saga                                         | CGK                          | |
| Hrómundar saga Gripssonar                                                | Romund Gripssons saga                                         | -                            | |
| Yngvars saga víðförla                                                    | Ingvar den vittfarnes saga                                    | NRB; JPS                     | En sentida saga med svenskt ursprung. Handlingen äger rum på 1000-talet. Dess historiska grund är odiskutabel tack vare att det finns bekräftande historiska källor                          |
| Band 3                                                                   |                                                               |                              | |
| Þorsteins saga Víkingssonar                                              | Torsten Vikingssons saga                                      | -                            | |
| Friðþjófs saga ins frækna                                                | Fritjof den djärves saga                                      | AE, KD                       | |
| Sturlaugs saga starfsama                                                 | Sturlög Starvsammes saga                                      | -                            | |
| Göngu-Hrólfs saga                                                        | Gånge-Rolfs saga                                              | -                            | Se även: Gånge-Rolf |
| Bósa saga ok Herrauðs                                                    | Herröds och Boses saga                                        | OV                           | |
| Egils saga einhenda ok Ásmundar berserkjabana                            | Egil Enhänts saga                                             | -                            | |
| Sörla saga sterka                                                        | Sörle den starkes saga                                        | -                            | Sentida saga som skrevs på 1300- eller 1400-talet |
| Illuga saga Gríðarfóstra                                                 | Illuge Gridarfostres saga                                     | -                            | |
| Band 4                                                                   |                                                               |                              | |
| Gautreks saga                                                            | Götrikssagan                                                  | OV, MM                       | |
| Hrólfs saga Gautrekssonar                                                | Rolf Götrikssons saga                                         | KD, OV                       | |
| Hjálmþés saga ok Ölvis                                                   | Hjälmters och Ölvers saga                                     | -                            | |
| Hálfdanar saga Eysteinssonar                                             | Halvdan Östenssons saga                                       | -                            | |
| Hálfdanar saga Brönufóstra                                               | Halvdan Brönufostres saga                                     | -                            | |
| Þorsteins þáttr bæjarmagns                                               | Torsten Bäjarmagns tåt                                        | -                            | |
| Helga þáttr Þórissonar                                                   | Helge Thorissons tåt                                          | -                            | |
| Ytterligare några sagor räknas ofta till fornaldarsagorna:               |                                                               |                              | |
| Eireks saga víðförla                                                     | Erik den vittfarnes saga                                      | -                            | |
| Völsa þáttr                                                              | Sagan om Völse                                                | ÅO                           | Räknas ibland till Islänningasagorna. Översatt av Ohlmarks, och finns i Band 3 av "De isländska sagorna".                                                                                    |
| Þiðreks saga af Bern                                                     | Didriks av Berns saga                                         | -                            | Här avses versionen författad ca år 1250 av en okänd islänning "efter tyska mäns berättelser". Av Ohlmarks upptagen som fornaldarsaga.                                                       |

Översättningar till svenska: AAA = Arvid August Afzelius; NRB = Nils Reinhold Brocman; AUB = Albert Ulrik Bååth; AE = Agnes Ekermann; BS = Berättelser ur svenska historien, band 1; KD = Kata Dalström; IK = Inge Knutsson; CGK = Carl Gustaf Kröningssvärd; LL = Lars Lönnroth; MM = Mats Malm; RN = Rolf Nordenstreng; ÅO = Åke Ohlmarks; NFS = Nils Fredrik Sander; JPS = Jan Paul Strid; OV = Olof Verelius

### I svenskt tryck
På Islands universitetsbibliotek hemsida finns en komplett sammanställning över samtliga översättningar (inklusive svenska) som gjorts av den isländska medeltidslitteraturen.
- Arvid August Afzelius: "Hervara-saga". 1811.
- Albert Ulrik Bååth: "Från vikingatiden: ny följd fornnordiska sagor"[9]. 1888.
- Agnes Ekermann: "Från Nordens forntid. Fornnordiska sagor bearbetade på svenska"[10]. 1895.
- Kata Dalström: "Nordiska hjältesagor för ungdom"[11] (1889) och "Nordiska hjältesagor berättade för barn och ungdom"[12], Vol I-II (1905-06).
- Inge Knutsson: "Völsungasagan". 1991.
- Carl Gustaf Kröningssvärd: "Nordiskt Sago-Bibliothek"[13]. 1834.
- Lars Lönnroth: "Isländska mytsagor"[14]. 1995.
- Mats Malm: "Götriks saga". 1990.
- Rolf Nordenstreng: "Nordlandens fornsagor tolkade från isländskan"[15] (Vol II-III består av fornaldarsagor). 1922-23.
- Nils Fredrik Sander: "Utdrag ur fornnordiska sagor"[16]. 1893.
- Jan Paul Strid, ”Ingvar den vittfarnes saga” (ingår i Mats G. Larssons ”Ett ödesdigert vikingatåg”, 1990)
- Olof Verelius översättningar av Herröds och Boses saga, Hervararsagan och Götriks och Rolf Götrikssons saga utgavs i något moderniserad språkdräkt av Dan Korn i ”Tre isländska sagor om Sverige”, 1990.